# Sehestedt
Sehestedt (tysk) eller Sehested (dansk) er en kommune og en by i det nordlige Tyskland, beliggende i Amt Hüttener Berge i den østlige del af Kreis Rendsborg-Egernførde. Kreis Rendsborg-Egernførde ligger i den centrale del af delstaten Slesvig-Holsten.

## Geografi
Sehestedt ligger nordøst for Bydelstorp ved Kielerkanalen. Kommunens område ligger på begge sider af kanalen og er forbundet med en færgeforbindelse, der som alle broer, tunneller og færger over kanalen, er gratis. Omkring 10 kilometer mod vest løber motorvejen A7/E45.

## Historie
10. december 1813 udkæmpedes slaget ved Sehested ved byen som en del af napoleonskrigene. Danske styrker vandt slaget over styrker fra Preussen, Sverige, Rusland og Storbritannien.